# Qui Transtulit Sustinet
Qui Transtulit Sustinet (łac.) – dewiza stanowa stanu Connecticut. Tłumaczona na język angielski jako „He Who Transplanted Still Sustains”; na język polski jako „Ten, który przeniósł, wciąż podtrzymuje”.
Pochodzenie dewizy stanu Connecticut nie jest do końca znane i utożsamiane bywa z różnymi wersjami pieczęci stanowej Connecticut. Bibliotekarz stanowy Charles J. Hoadly w swojej pracy z roku 1889 zatytułowanej The Public Seal of Connecticut zaproponował interpretację, według której dewiza jest zaczerpnięta z psalmu 80: „Wyrwałeś winorośl z Egiptu, wygnałeś pogan, a ją zasadziłeś”. Według niej ten, który przeniósł, to Bóg Izraela wciąż podtrzymujący lud Connecticut.